# Breath of Fire IV
Breath of Fire IV, i Japan släppt under namnet Breath of Fire IV: Utsurowazaru Mono (ブレス オブ ファイアIV うつろわざるもの?), är ett rpg-spel utvecklat av Capcom och är det fjärde spelet i spelserien Breath of Fire. Spelet gavs först ut till playstation i Japan och Nordamerika år 2000 och i PAL-regionen 2001. 2003 portades spelet även till Windows.
Som tidigare spel i serien spelar man som den unga mannen Ryu, ättling till en gammal civilisation med förmågan att förvandla sig till starka drakar. Han måste gå ihop med andra skickliga krigare för att besegra en uppvaknad odödlig kejsare så han inte förstör människovärlden.
Likt Breath of Fire III använder sig spelet av både 2D- och 3D-grafik.